# 정상환
정상환은 1964년 7월 18일 경북 경산 출생으로 대구 능인고, 서울대 법대를 나왔으며 1987년 사법시험 합격 후 21년 동안 검사로서 공직생활을 하고 국가인권위원회 상임위원 (자유한국당 전 새누리당 추천) 차관급을 3년 6개월 역임했다.

## 학력
- 대구 영선초등학교 졸업
- 대구 경북대 사범대 부설중학교 졸업
- 대구 능인고등학교 졸업
- 서울대 법과대학 법학과 학사
- 서울대 대학원 법학과 법학석사 수료
- 미국 컬럼비아대 법학전문대학원 법학석사

## 경력
- 1987년 사법시험 합격(29회)
- 1990년 사법연수원 수료(19기)
- 1990년 육군 법무관
- 1993년 수원지검 검사
- 1995년 부산지검 울산지청 검사
- 1997년 서울지검 검사
- 2000년 대구지검 검사
- 2002년 대구지검 부부장검사·2002년 대구지검 의성지청장
- 2004년 대검찰청 검찰연구관
- 2005년 대구지검 특수부장
- 2006년 대검찰청 정보통신과장
- 2007~2010년 주미한국대사관 법무협력관 (외교관)
- 2010년 서울중앙지검 부장검사
- 2010년 청주지검 차장검사
- 2011년 수원지검 제1차장검사
- 2012년 인천지검 부천지청장
- 2013~2014년 법무연수원 연구위원
- 2014~2016년 변호사 개업
- 2016~2019년 국가인권위원회 상임위원(현 자유한국당 전 새누리당 차관급)
- 2021 국민의힘 법률자문위원회 부위원장
- 2021~2022년 국민의힘 대구를 살리는 선거대책위원회 법률자문위원장
- 2022 제20대 대통령선거 국민의힘 클린선거전략본부 법률지원부단장

## 저서
- 2000년 '정치개혁 이렇게 한다 - 미국의 정치개혁법 연구(共)'
- 2010년 '검은 혁명'

## 번역
- 2009년 '대통령의 용기'